# Trencavits
El trencavits (Ammodytes tobianus) és una espècie de peix de la família dels ammodítids i de l'ordre dels perciformes.

## Morfologia
Els mascles poden assolir els 20 cm de longitud total.

## Distribució geogràfica
Es troba des de Múrmansk fins a la península Ibèrica, incloent-hi Islàndia, la mar Bàltica i la Mediterrània.